# Brachychiton acerifolius
Brachychiton acerifolius là một loài thực vật có hoa trong họ Cẩm quỳ. Loài này được (A.Cunn. ex G.Don) F.Muell. mô tả khoa học đầu tiên năm 1858.